# طاهرکند-کازمالیار
طاهرکند-کازمالیار (به لاتین: Tagirkent-Kazmalyar) یک منطقهٔ مسکونی در روسیه است که در شهرستان محرم‌کند واقع شده‌است.